# Tokyo Toybox
Tokyo Toybox (東京トイボックス) est un manga de Takahiro Ozawa et Asako Seo, réunis sous le pseudonyme UME. Il a été prépublié dans le magazine Morning de Kōdansha du numéro 50 de l'année 2005 au numéro 24 de l'année 2006 et a été compilé en un total de deux volumes. Une suite intitulée Giga Tokyo Toybox (大東京トイボックス, Dai Tokyo Toybox) a été prépubliée entre septembre 2006 et juillet 2013 dans le magazine Comic Birz de Gentōsha et a été compilée en un total de dix volumes. La version française des deux séries est publiée par Doki-Doki,.
Une adaptation en drama de la première série a vu le jour en octobre et décembre 2013 sur TV Tokyo. La seconde série est également adaptée entre janvier et mars 2014,.

## Synopsis
Tokyo Toybox raconte le quotidien d'un petit studio de développement de jeux vidéo, le studio G3. Tenkawa, le responsable du studio, a du mal avec les concepts de délai et de rentabilité. Sa maison mère lui envoie alors Tsukitama pour redresser la barre. Mais la jeune femme n'y connait rien en jeux vidéo, et la divergence de point de vue entre les deux protagonistes va faire des étincelles.

## Personnages

### Personnages principaux
- Tenkawa Taiyô (天川太陽?) : 33 ans. Fondateur du studio G3, il en est aussi le responsable. Passionné de jeux vidéo, il préfèrera recommencer le développement d'un jeu de zéro, quitte à le rendre en retard, plutôt que de livrer un jeu « sans âme ». C'est d'ailleurs pour ça que le studio est en difficulté.
- Tsukiyama Hoshino (月山星乃?) : 28 ans. Responsable planning très compétente, elle est mise au placard pour avoir refuse les avances de son chef.
- Sensui : 32 ans : Responsable d'un studio de développement, AM2, chez Solidus Works. Ancien ami de Taiyô, c'est aujourd'hui son grand rival.

### Personnages secondaires
- Tanizaki Nanami (谷崎七海?) : 35 ans. Elle est graphiste en chef au sein du studio G3.
- Yoda Atsushi (依田敦史?) : 34 ans. C'est le chef programmeur du studio G3.
- Gô Rodriguez (ゴウ・ロドリゲス?) : 28 ans. Il est programmeur au studio G3.
- Kaneda Masashi (金田正志?) : 25 ans. Il est programmeur au studio G3.
- Abe Mari (阿部茉莉?) : 26 ans. Elle est graphiste au studio G3.
- Kenmochi Chigira (剣持千明?) : 25 ans : Elle est graphiste au studio G3.
- Kiba Shigeru (木場 繁?) : 30 ans. Il est programmeur au studio G3.
- Shinako Kubonouchi (窪ノ内 品子?) : C'est l'assistante de Sensui chez Solidus Works.

## Univers

### Sociétés

#### Solidus Works
Solidus Works est une société (fictive) de développement et d'édition de jeux vidéo, comparable à des sociétés comme Konami ou Capcom. Elle développe des jeux pour arcade et console de salon, et même des simulateurs pour avions de chasse. Elle est le leader mondial du secteur.
Tenkawa est un ancien employé de Solidus, parti à cause d'un désaccord sur un jeu qu'il préparait. Il garde une énorme rancœur envers le studio.

#### Studio G3
Petit studio de développement indépendant, il a été formé par des anciens de chez Solidus, Tenkawa et Nanami. Le studio n'a sorti qu'un seul jeu original, Samurai Kitchen, et vit de travail de sous-traitance, comme des séquences animées pour machines à sous.

### Jeux

#### Sword Chronicles
Sword Chronicles est une série de jeux vidéo de rôle (RPG) développé par AM2, studio de développement interne de Solidus Works. La série compte sept épisodes, Tenkama ayant travaillé sur les trois premiers, mais a quitté Solidus à la suite d'un désaccord sur le quatrième volet.

#### Samurai Kitchen
Samurai Kitchen est un jeu de type action-RPG développé par le studio G3.

## Liste des volumes

### Tokyo Toybox
| no | Japonais       | Japonais      | Français          | Français          |
| no | Date de sortie | ISBN          | Date de sortie    | ISBN              |
| -- | -------------- | ------------- | ----------------- | ----------------- |
| 1  | 23 mars 2006   | 4-06-372507-3 | 10 septembre 2008 | 978-2-35078-536-3 |
| 2  | 23 juin 2006   | 4-06-372529-4 | 3 décembre 2008   | 978-2-35078-557-8 |

### Giga Tokyo Toybox
| no | Japonais          | Japonais          | Français          | Français          |
| no | Date de sortie    | ISBN              | Date de sortie    | ISBN              |
| --- | ----------------- | ----------------- | ----------------- | ----------------- |
| 1 | 24 mars 2007      | 978-4-344-80943-7 | 11 mars 2009      | 978-2-35078-613-1 |
| 2 | 22 septembre 2007 | 978-4-344-81081-5 | 6 mai 2009        | 978-2-35078-664-3 |
| 3 | 24 octobre 2008   | 978-4-344-81450-9 | 16 septembre 2009 | 978-2-35078-716-9 |
| 4 | 24 juin 2009      | 978-4-344-81666-4 | 2 décembre 2009   | 978-2-35078-796-1 |
| 5 | 23 janvier 2010   | 978-4-344-81847-7 | 25 août 2010      | 978-2-81890-022-2 |
| 6 | 24 août 2010      | 978-4-344-82013-5 | 6 avril 2011      | 978-2-81890-178-6 |
| 7 | 24 août 2011      | 978-4-344-82287-0 | 13 juin 2012      | 978-2-81890-705-4 |
| 8 | 24 mars 2012      | 978-4-344-82464-5 | 10 octobre 2012   | 978-2-81892-193-7 |
| 9 | 24 décembre 2012  | 978-4-344-82679-3 | 8 janvier 2014    | 978-2-81892-462-4 |
| 10 | 24 septembre 2013 | 978-4-344-82911-4 | 20 août 2014      | 978-2-81893-158-5 |
| Extra : Au Japon, le tome 10 est sorti avec un recueil d'histoires bonus intitulé Giga Tokyo Toybox Sp. |                   |                   |                   |                   |

## Distinctions
La deuxième série, Giga Tokyo Toybox, est nommée pour le Prix Manga Taishō en 2012.

### Édition japonaise
Tokyo Toybox
1. 1 2  Tome 1
2. 1 2  Tome 2

Giga Tokyo Toybox
1. 1 2  Tome 1
2. 1 2  Tome 2
3. 1 2  Tome 3
4. 1 2  Tome 4
5. 1 2  Tome 5
6. 1 2  Tome 6
7. 1 2  Tome 7
8. 1 2  Tome 8
9. 1 2  Tome 9
10. 1 2  Tome 10
11. ↑  Tome SP

### Édition française
Tokyo Toybox
1. 1 2  Tome 1
2. 1 2  Tome 2

Giga Tokyo Toybox
1. 1 2  Tome 1
2. 1 2  Tome 2
3. 1 2  Tome 3
4. 1 2  Tome 4
5. 1 2  Tome 5
6. 1 2  Tome 6
7. 1 2  Tome 7
8. 1 2  Tome 8
9. 1 2  Tome 9
10. 1 2  Tome 10